# جائزة إيطاليا الكبرى للدراجات النارية 2004
جائزة إيطاليا الكبرى للدراجات النارية 2004 هو سباق دراجات نارية أقيم بتاريخ 6 يونيو 2004 في حلبة موجيلو. كان الجولة الرابعة من أصل 16 في سباق الجائزة الكبرى للدراجات النارية موسم 2004. فاز الإيطالي فالنتينو روسي بفئة الموتو جي بي بينما جاء الإسباني سيت جيبيرنو في المركز الثاني وحصل على المركز الثالث الإيطالي ماكس بياجي.

## وصلات خارجية
- الموقع الرسمي